# Gladys Swarthout
Gladys Swarthout (ur. 25 grudnia 1900 w Deepwater w stanie Missouri, zm. 8 lipca 1969 we Florencji) – amerykańska śpiewaczka operowa i aktorka.

## Wybrana filmografia
- 1936: Rose of the Rancho jako Rosita Castro / Don Carlos
- 1937: Szampański walc jako Elsa Strauss
- 1939: Ambush jako Jane Hartman

## Wyróżnienia
Posiada swoją gwiazdę na Hollywoodzkiej Alei Gwiazd.